# Miklós Varga
Miklós Varga (ur. 4 grudnia 1956 roku w Budapeszcie) – węgierski muzyk rockowy i aktor teatralny.

## Życiorys
W latach 1975–1978 Varga był inspektorem geodezyjnym. W tym samym czasie był członkiem zespołu Grog. Następnie grał w zespołach Corpus i Zenit. Od 1980 roku był wokalistą P. Box, z którego odszedł w 1982 roku. W 1983 roku był członkiem P.S. Band i Sirokkó. W tym samym roku zagrał tytułową rolę w rockoperze István, a király. Do 1985 roku był członkiem szwedzko-węgierskiej grupy Safari. W 1984 roku założył własny zespół, V.M. Band, który istniał do 1987 roku. Najpopularniejszą piosenką tego zespołu był utwór pt. "Európa", który osiągał międzynarodowe sukcesy. W 1987 roku Varga zagrał w filmie Moziklip. W 1990 roku rozpoczął karierę solową. Jednocześnie od 1994 roku jest członkiem grupy Boxer.

## Zespoły
Varga był członkiem następujących grup muzycznych:
- 1975–1978: Grog
- 1979: Corpus
- 1980: Zenit
- 1980–1982: P. Box
- 1983: P.S. Band
- 1983: Sirokkó
- 1983–1984: Safari
- 1984–1987: V.M. Band
- 1994–obecnie: Boxer
- 1990–obecnie: solo

## Dyskografia
- Otthonról hazafelé (1990)
- A Rockoperaház fantomja (1991)
- Csak egy dallam (1994)
- A hajnal (1995)
- Van remény?! (1995)
- Himnusztöredékek (1996)
- Hazatérés (1999)
- Magyar ballada (kompilacja) (2003)
- Csemetekert (2004)
- Vad volt és szabad (2006)

## Teatr
| Spektakl                   | Rola             | Teatr                  | Data |
| -------------------------- | ---------------- | ---------------------- | ---- |
| A kiátkozott               | duch św. Stefana |                        | 1997 |
| A költő visszatér          | Petőfi           |                        | 1988 |
| A költő visszatér          | Petőfi           | Margitszigeti Színpad  | 1988 |
| A napba öltözött leány     | ks. István       |                        | 2006 |
| A megfeszített rockopera   |                  |                        | 2000 |
| Attila, Isten kardja       | Aecjusz          |                        | 1999 |
| Attila, Isten kardja       | Nemere           |                        | 1993 |
| Az apostol                 | Apostoł          |                        | 1999 |
| Az első sírásó             | duch Ziemi       | Soproni Petőfi Színház | 1995 |
| Betlehem csillaga          | Józef            |                        | 2000 |
| Egri csillagok             | Jumurdzsák       |                        | 1997 |
| Egri csillagok             | Jumurdzsák       | Honvéd Táncszínház     | 2005 |
| Hamlet                     | Fortinbras       | Vajdahunyadvár         | 1991 |
| Hamlet                     | Fortinbras       |                        | 2001 |
| István, a király           | István           |                        | 1983 |
| Itt élned, halnod kell     | Petőfi           |                        | 1985 |
| János, a vitéz             | János            |                        | 1985 |
| Jézus Krisztus Szupersztár | Jezus            |                        | 1987 |
| John Fitzgerald Kennedy    | Oswald           |                        | 1996 |
| Jónás könyve               | Jónás            |                        | 1990 |
| Jónás könyve               | Jónás            | Várszínház             | 2005 |
| Magyar mise                |                  |                        | 2006 |
| Selyma...!                 | król, Ignác      | KisFöldalatti Színház  | 2009 |
| Temesvár 1514.             | György Dózsa     |                        | 1990 |
| Velünk az Isten            |                  |                        | 1991 |

## Nagrody
- 1984: wokalista roku, nagroda publiczności
- 1990: nagroda EMeRTon za najlepszego wokalistę
- 2001: nagroda Artisjus